# Gloria (film, 1980)
Pour les articles homonymes, voir Gloria.
Pour plus de détails, voir Fiche technique et Distribution.
Gloria est un film américain réalisé par John Cassavetes, sorti en 1980.

## Synopsis
Gloria est une call-girl qui a été la maîtresse d'un parrain de New York. Une amie et voisine lui confie son fils de six ans quelques minutes seulement avant d'être froidement abattue avec sa fille, sa mère et son époux. Ce dernier, ancien comptable de l'organisation du crime, avait eu des contacts avec le FBI. Gloria, qui a accepté de s'occuper de l'enfant à contrecœur, s'enfuit avec lui et avec le précieux livre de comptes de la mafia. Elle connaît bien ceux qui la poursuivent et tente de négocier, mais c'est peine perdue, car la règle est stricte, afin de donner l'exemple il faut tuer l'enfant.
S'ensuit alors une cavale dans plusieurs quartiers new-yorkais.

## Fiche technique
- Titre : Gloria
- Réalisation : John Cassavetes
- Scénario : John Cassavetes
- Production : Sam Shaw et Stephen F. Kesten
- Société de production : Columbia Pictures
- Musique : Bill Conti
- Photographie : Fred Schuler
- Montage : George C. Villaseñor
- Décors : Rene d'Auriac
- Costumes : Peggy Farrell et Emanuel Ungaro
- Pays d'origine : États-Unis
- Format : Couleurs - 1,85:1 - Mono - 35 mm
- Genre : Drame, policier
- Durée : 123 minutes
- Dates de sortie :
  -  États-Unis : 1er octobre 1980 à New York
  -  France : 31 décembre 1980

## Distribution
- Gena Rowlands (VF : Michèle Bardollet) : Gloria Swenson
- John Adames (VF : Jackie Berger) : Phil Dawn
- Julie Carmen (VF : Béatrice Delfe) : Jeri Dawn
- Tony Knesich (VF : Alain Dorval) : Gangster
- Buck Henry (VF : Georges Poujouly) : Jack Dawn
- Lupe Garnica (VF : Jacqueline Porel) : Margarita Vargas
- Jessica Castillo : Joan Dawn
- Lawrence Tierney (VF : Jacques Ferrière) : Le barman de Broadway
- Tom Noonan (VF : Michel Bardinet) : Un homme de main
- Val Avery (VF : Jean Violette) : Sill
- Ray Baker : le directeur-adjoint de la banque
- J. C. Quinn : le quatrième chauffeur sur Riverside
- Marilyn Putnam (VF : Paule Emanuele) : la serveuse
- Walter Dukes (VF : Jacques Ferrière) : le chauffeur de taxi noir expulsant Sill
- John Finnegan (VF : Georges Atlas) : Frank
- Basilio Franchina (VF : Jacques Deschamps) : Tony Tanzini
- Santos Morales (VF : Roger Rudel) : le chauffeur de taxi au cimetière
- William E. Rice (VF : Roland Ménard) : l'envoyé spécial TV
- Filomena Spagnuolo : vieille femme (non créditée)

## Autour du film
- La musique est inspirée du concerto d'Aranjuez composé en 1939 par Joaquin Rodrigo.
- Barbra Streisand avait été pressentie pour incarner le rôle-titre de Gloria, finalement tenu par Gena Rowlands, l'épouse du réalisateur.
- Sidney Lumet a réalisé un remake du film en 1999, Gloria, avec Sharon Stone et Jean-Luke Figueroa.

## Distinctions

### Récompenses
- Mostra de Venise 1980 : Lion d'or partagé avec Atlantic City de Louis Malle.
- 1re cérémonie des Razzie Awards : Pire second rôle masculin (John Adames), partagé avec Laurence Olivier pour Le Chanteur de jazz (The Jazz Singer).

### Nominations
- Oscar du cinéma 1981 : Nomination de Gena Rowlands pour l'Oscar de la meilleure actrice. L'Oscar est attribué à Sissy Spacek pour son rôle dans Nashville Lady (Coal Miner's Daughter).

## Héritage
- Léon (1994), de Luc Besson, inspiré par Gloria,
- Gloria (1999), remake réalisé par Sidney Lumet,
- Ultraviolet (2006), également inspiré par Gloria,
- Julia (2008), où joue Tilda Swinton,
- Verônica (pt) (2009), film brésilien ayant la même histoire.